# Paradystus notator
Paradystus notator là một loài bọ cánh cứng trong họ Cerambycidae.